# Wolfram
Wolfram (chemická značka W, latinsky Wolframium) je šedý až stříbřitě bílý, velmi těžký a mimořádně obtížně tavitelný kov (jeho teplota tání je nejvyšší ze všech kovů a po uhlíku druhá nejvyšší z prvků). Hlavní uplatnění nalézá jako složka různých slitin, v čisté formě se s ním běžně setkáváme jako s materiálem pro výrobu žárovkových vláken.

## Základní fyzikálně-chemické vlastnosti

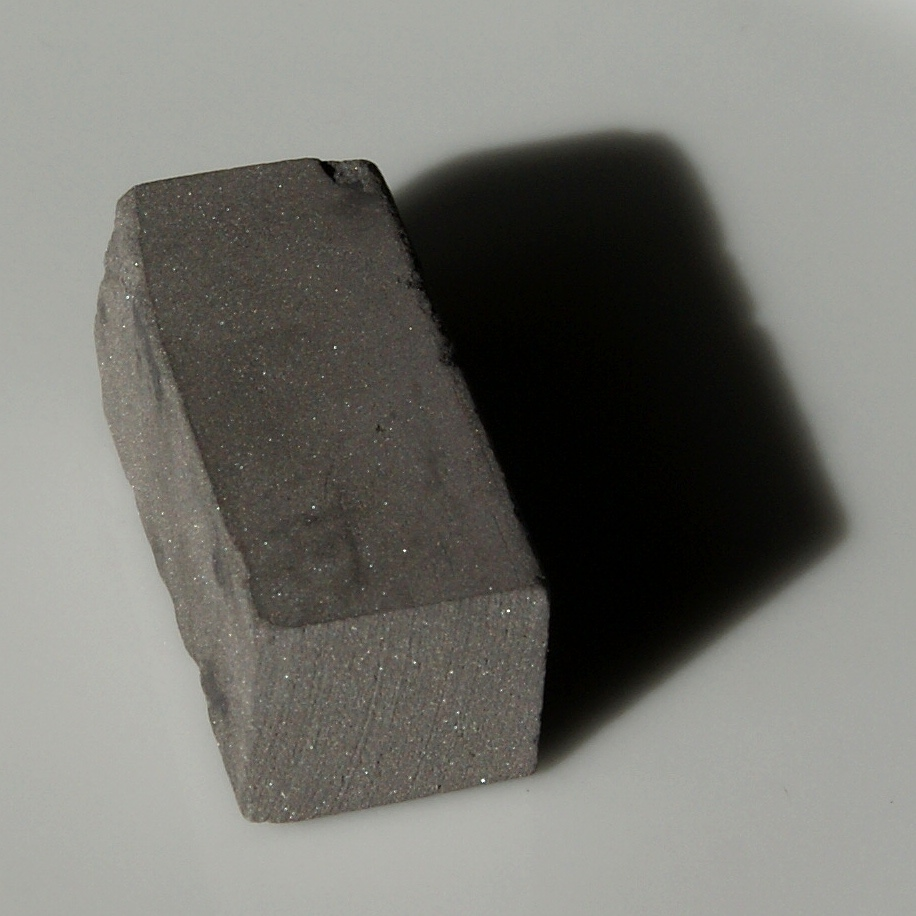
Kovový slinovaný wolfram

Wolfram byl objeven roku 1781 švédským chemikem Carlem Wilhelmem Scheelem. Izolován byl až v roce 1783. Izolovali ho Juan Jose D'Elhuyar a Fausto D'Elhuyar. Nicméně již v roce 1555 užil rektor latinské školy Johannes Mathesius v Jáchymově v knize kázání Sarepta pro šedý, obtížně tavitelný kov název wolform (třetí modlitba) a roku 1559 wolfrumb. Georgius Agricola zmiňuje latinskou obdobu názvu lupi spuma. Anglická varianta názvu pochází ze švédského tung sten (těžký kámen).
Wolfram je šedý až stříbřitě bílý, mimořádně obtížně tavitelný kov, jeho bod tavení je nejvyšší ze všech kovových prvků. Významná je i jeho vysoká hustota, pouze některé drahé kovy jako např. zlato, platina, iridium a osmium jsou těžší. Této vlastnosti je využíváno při falšování zlatých cihel (slitků). Do slitku jsou vyvrtány otvory, které jsou zaplněny wolframem a následně zality zlatem. Odhalení tohoto falšování je poměrně snadné za pomoci příslušné techniky. Zlato je diamagnetické, wolfram paramagnetický. Rozdíl se projeví při nedestruktivním měření elektrické vodivosti střídavým proudem. Za supernízkých teplot pod 0,0012 K je supravodičem I typu.
Chemicky je kovový wolfram velmi stálý – je zcela netečný k působení vody a atmosférických plynů a odolává působení většiny běžných minerálních kyselin. S kyslíkem a halogeny reaguje až za značně vysokých teplot. Pro jeho rozpouštění je nejúčinnější směs kyseliny dusičné a kyseliny fluorovodíkové. Nejsnáze se kovový wolfram rozkládá alkalickým tavením například se směsí dusičnanu draselného a hydroxidu sodného (KNO3 + NaOH).
Ve sloučeninách se vyskytuje v řadě různých mocenství od WII+ a po WVI+, z nichž sloučeniny WVI+ jsou nejstálejší a nejvíce prakticky využívané.

## Izotopy
Přirozeně se wolfram vyskytuje ve čtyřech stabilních izotopech (182W, 183W, 184W a 186W) a v jediném radioizotopu 180W s dlouhým poločasem rozpadu. 

## Výskyt a výroba

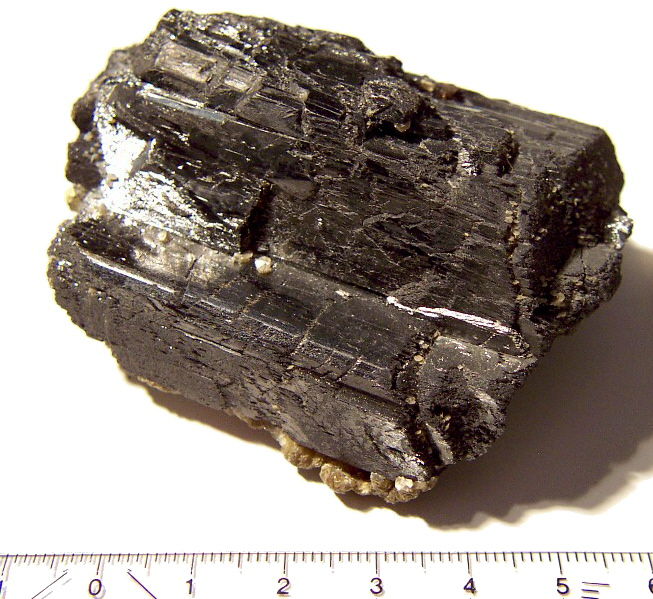
Wolframit

Wolfram je na Zemi poměrně vzácný, jeho obsah se odhaduje na 1,5–34 mg/kg v zemské kůře. I v mořské vodě se wolfram nachází pouze v koncentraci 0,0001 mg/l. Ve vesmíru připadá jeden atom wolframu na 300 miliard atomů vodíku.
Hlavními minerály wolframu v přírodě jsou wolframit – wolframan železnato-manganatý (Fe,Mn)WO4 (přechodný člen řady ferberit FeWO4 hübneritové MnWO4); wolframan vápenatý, scheelit CaWO4 a stolzit, wolframan olovnatý, PbWO4.
Při metalurgické výrobě wolframu se obvykle nejprve mechanicky separují těžké frakce rudy a výsledný koncentrát se taví s hydroxidem sodným (NaOH). Tavenina se louží vodou, do níž přechází vzniklý wolframan sodný, Na2WO4. Okyselením tohoto roztoku vypadává sraženina hydratovaného oxidu wolframového WO3.
Čistý wolfram (podobně jako molybden) se získá redukcí oxidu wolframového vodíkem při teplotě 850 °C:
WO3 + 3 H2 → W + 3 H2O

## Využití

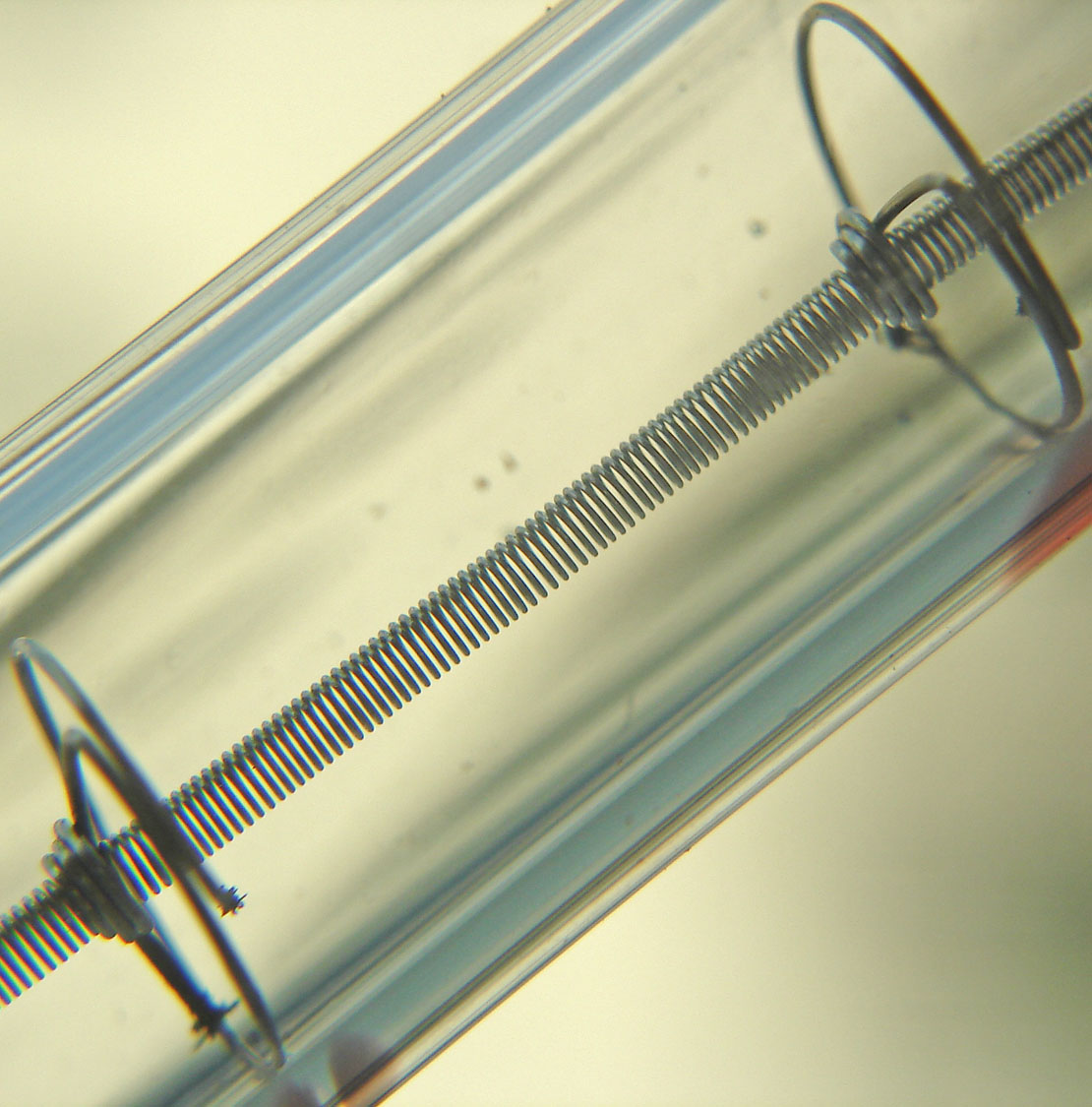
Wolframové vlákno v halogenové žárovce

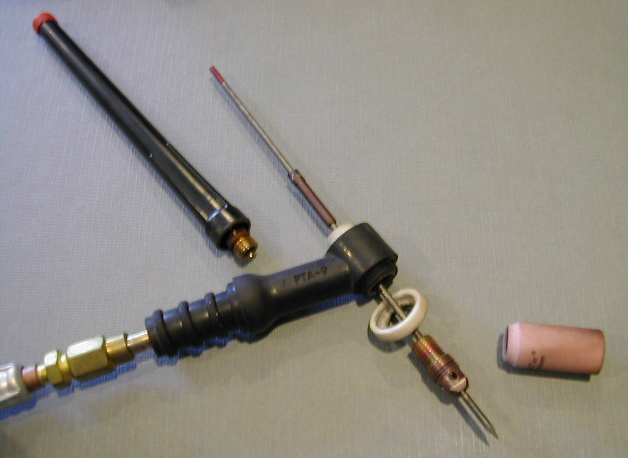
Wolframová elektroda používaná při technologii WIG

Praktické použití wolframu se odvozuje od jeho vysoké hustoty a obtížné tavitelnosti.
Běžně se s wolframem lze setkat jako s materiálem pro výrobu žárovkových vláken, kde je schopen po tisíce pracovních hodin snášet teploty výrazně přes 1 000 °C. Vysoké teploty vlákno dosahuje průchodem elektrického proudu, přičemž vnitřní prostor žárovky je naplněn inertním plynem. Ani wolfram totiž není natolik inertní, aby za těchto podmínek nedocházelo k jeho oxidaci vzdušným kyslíkem. V elektrotechnice se používá jako materiál pro anodu (terčík) rentgenky. Wolfram má vysokou elektronovou hustotu, takže dopadající elektrony jsou velkou odpudivou silou prudce brzděny, čímž se podle zákonitostí elektrodynamiky část jejich kinetické energie mění v brzdné elektromagnetické záření – fotony X-záření 
Při svařování kovů elektrickým obloukem za použití wolframových elektrod (metoda TIG, tungsten inert gas) způsobuje elektrický proud procházející mezi elektrodami v inertní atmosféře (obvykle argon) roztavení zpracovávaných kovů bez úbytku materiálu elektrod.
Ve slitinách se přísada wolframu projeví především zvýšením tvrdosti a mechanické i tepelné odolnosti. Rychlořezné oceli nabízené pod značkou Stellite obsahují v některých případech až 18 % wolframu. Vyrábí se z nich kovoobráběcí nástroje, vrtné hlavice geologických nástrojů, lopatky parních turbín a další vysoce teplotně a mechanicky namáhané součástky.
Díky své vysoké hustotě slouží jako materiál penetračních projektilů (penetrátorů). Ty jsou používány již od druhé světové války pro prorážení pancíře tanků, stěn bunkrů a opevnění.
Pseudoslitiny wolframu (s niklem, železem a kobaltem, obsah wolframu 91–96 hm.%) vyrobené práškovou metalurgií se využívají kvůli své dobré schopnosti odstínit rentgenové záření a záření gama jako materiál pro radiační stínění např. v kobaltových ozařovačích, používaných k ozařování zhoubných nádorů.

## Sloučeniny
Wolfram tvoří celou řadu sloučenin, z nichž nejstálejší vykazují oxidační číslo VI+. Ve sloučeninách může mít dále oxidační číslo II+, III+, IV+, V+. Praktický význam nalézají jeho sloučeniny při přípravě katalyzátorů pro petrochemický průmysl, při výrobě různých barevných pigmentů a teplotně odolných lubrikantů a maziv (sulfidy wolframu).
Z oxidů wolframu jsou známy oxid wolframový WO3 a oxid wolframičitý, WO2.
Další významnou sloučeninou wolframu je kyselina wolframová, H2WO4. Tvoří jednoduché soli, wolframany, ale i celou řadu značně složitých komplexních sloučenin.
Technicky důležitými sloučeninami wolframu jsou karbidy o složení WC a W2C. Vyznačují se mimořádnou tvrdostí a využívají se jako součásti brusiv pro kovoobrábění a geologické aplikace. Lze je připravit například redukcí oxidu wolframového uhlíkem:
WO3 + 4 C → WC + 3 CO

## Biologický význam
Díky velmi nízké rozpustnosti wolframu ve vodě je jeho obsah v živých organizmech velmi nízký a wolfram tedy nepatří mezi biogenní prvky, jejichž nedostatek ve stravě výrazně ovlivňuje fyziologický stav organismu.
Předpokládá se, že wolfram obsažený v tkáních živých organismů se chová podobně jako molybden. Je například potvrzena jeho role v enzymatickém systému oxidoreduktázy. Zároveň nejsou známy případy, kdy by přebytek wolframu v životním prostředí dlouhodobě negativně ovlivňoval lidské zdraví.
Řada enzymů hypertermofilních archeí je schopná wolfram využívat místo molybdenu ve svých aktivních centrech, některé enzymy ovšem dokážou využívat výhradně wolfram a není možné je nahradit molybdenem nebo vanadem.